# Bonnie Tyler Best Of 3CD
A Best Of 3CD Bonnie Tyler 2011 október 3-án megjelent három lemezből álló kollekciója, háromlemezes digipack csomagolásban a Sony Music gondozásában. A kiadvány több, eddig kiadatlan dalt és koncertfelvételeket is tartalmaz, valamint az énekesnő toplistás slágereit is. 2007 óta ez a következő válogatásalbum, amely felkerült több ország eladási listájára illetve amelyhez intenzív reklámkampány készült.

## A kiadványról
2011-ben 5 válogatásalbum jelent meg Bonnie Tyler dalaival, mindegyik a Sony Music gondozásában. Azonban a legkedveltebb, ez a három lemezből álló Best Of kiadvány, amely tartalmazza Bonnie Tyler legújabb duettjét, amelyet a francia énekesnő, Laura Zen társaságában ad elő angol-francia nyelven Amour Éternel (Eternal Flame) címmel. A dal felkerült a francia TOP250Airplay listára is.
A kollekció újdonsággal is szolgál. Több, eddig kiadatlan dal került fel a korongokra, többek között az Under One Sky és a Si Demain amit most nem Kareen Antonnal (akivel 12 hétig vezette a francia toplistát 2004-ben) hanem Fanny Lladoval, Bonnie korábbi vokalistájával énekelt el. Továbbá 2004-es Simply Believe albumának több slágerét is újraénekelte, amelyek szintén megtalálhatók a lemezeken. Hallhatóak még egykoron bakelit kislemezek B oldalain megjelent dalok digitálisan felújított változatai is (Time, Gonna Get Better, It's Not Enough). Bonnie Tyler 2005-ös két nagy slágerének (Louise, Celebrate) eredeti angol illetve francia nyelvű változatai is megtalálhatóak a lemezeken.
És nem hiányozhattak a lemezről az örökzöld slágerek sem, mint a Total Eclipse of the Heart, Have You Ever Seen the Rain? vagy a Hide Your Heart. Több klasszikus dalának új verziója került fel. A Total Eclipse of the Heart című slágere 3 verzióban is megtalálható a lemezeken. Illetve több koncertfelvétel is hallható a 2005-ös párizsi születésnapi koncertjéről illetve spanyolországi koncertrészletek is.
Az exkluzív, digipack csomagolású CD boxhoz a Sony Music reklámfilmet is készített, amelyet a franciaországi televíziók is játszottak.

## Dalok
CD1
| #  | Dalcím                                                                                    | Zeneszerző                | Producer           | Hossz |
| -- | ----------------------------------------------------------------------------------------- | ------------------------- | ------------------ | ----- |
| 1  | Amour Éternel (Eternal Flame) (new song – featuing Laura Zen)                             | Billy Steinberg           | Susanna Hoffs      | 3:25  |
| 2  | Total Eclipse of the Heart (Radio Edit)                                                   | Jim Steinman              | Jim Steinman       | 4:30  |
| 3  | It’s A Heartache (Version 2005)                                                           | Scott / Wolfe             | Jean Lahcene       | 3:20  |
| 4  | Loving You’s a Dirty Job (But Somebody’s Gotta Do It) (Album Version feat. Todd Rundgren) | Jim Steinman              | Jim Steinman       | 7:47  |
| 5  | Crying in Berlin                                                                          | J. Stage / B. Tyler       | J. Stage           | 3:33  |
| 6  | Louise (Original Version)                                                                 | Paul D. Fitzgerald        | Paul D. Fitzgerald | 3:34  |
| 7  | Driving Me Crazy                                                                          | J. Stage / B. Tyler       | J. Stage           | 3:28  |
| 8  | The Best                                                                                  | Holly Knight / M. Chapman | Desmond Child      | 4:20  |
| 9  | Lost in France (Live)                                                                     | Scott / Wolfe             | Scott / Wolfe      | 4:11  |
| 10 | Wings                                                                                     | J. Stage / B. Tyler       | J. Stage           | 4:02  |
| 11 | All I Need Is Love                                                                        | Sturart Emerson           | Sturart Emerson    | 4:40  |
| 12 | I'll Stand by You (featuring Lorraine Crosby)                                             | Sturart Emerson           | Sturart Emerson    | 4:19  |
| 13 | Time                                                                                      | Paul Hopkins / Bonnie T.  | Peter Oxendale     | 3:35  |
| 14 | Don't Turn Around                                                                         | Albert Hammond            | Desmond Child      | 4:25  |
| 15 | Take Me Back (Album Version)                                                              | Billy Cross               | Jim Steinman       | 5:25  |
| 16 | Stand Up                                                                                  | P. D. Fitzgerald          | John Stage         | 3:30  |
| 17 | Open Your Eyes (Version 2011)                                                             | Stuart Emerson            | Jean Lahcene       | 3:50  |

CD2
| #  | Dalcím                                         | Zeneszerző                  | Producer        | Hossz |
| -- | ---------------------------------------------- | --------------------------- | --------------- | ----- |
| 1  | Holding Out for a Hero (Version 2011)          | Jim Steinman                | Jim Steinman    | 3:50  |
| 2  | Here She Comes (Version 2011)                  | Giorgio Moroder             | Giorgio Moroder | 3:15  |
| 3  | If You Were a Woman (Version 2011)             | Desmond Child               | Jean Lahcene    | 3:47  |
| 4  | Run Run Run                                    | J. Stage / Bonnie T.        | J. Stage        | 3:28  |
| 5  | Hold Out Your Heart                            | J. Stage / Bonnie T.        | J. Stage        | 3:44  |
| 6  | Under One Sky (New song)                       | Jean Lahcene / B. Tyler     | Jean Lahcene    | 3:34  |
| 7  | A Rockin’ Good Way (featuring Shakin' Stevens) | Benton / Otis / Dejesus     | Brian Holland   | 3:28  |
| 8  | Hide Your Heart                                | Desmond Child               | Desmond Child   | 4:20  |
| 9  | I Want You (Version 2011)                      | B. Bishp                    | Jean Lahcene    | 3:39  |
| 10 | Straight from the Heart                        | Bryan Adams                 | Jim Steinman    | 3:35  |
| 11 | It's Not Enough                                | P. Hopkins / B. Tyler       | Pete Oxendale   | 5:10  |
| 12 | Simply Believe (Version 2011))                 | B. Bishop                   | J. Stage        | 4:36  |
| 13 | I Won't Look Back                              | Paul Hopkins / Bonnie T.    | J. Stage        | 3:35  |
| 14 | Gonna Get Better                               | Paul Hopkins / Bonnie Tyler | Peter Oxendale  | 3:35  |
| 15 | Streets of Stone                               | B. Bishop                   | J. Stage        | 3:28  |
| 16 | Total Eclipse of the Heart (Version 2006)      | Jim Steinman                | John Stage      | 3:52  |
| 17 | Celebrate (Original Version)                   | Paul D. Fitzgerald          | Jean Lahcene    | 2:50  |
| 18 | Band of Gold (Long Version)                    | Edith Wayne                 | Jim Steinman    | 5:25  |

CD3
| #  | Dalcím                                                      | Zeneszerző               | Producer        | Hossz |
| -- | ----------------------------------------------------------- | ------------------------ | --------------- | ----- |
| 1  | Si Demain... (Turn Around) (Version 2011 feat. Fanny Llado) | Jim Steinman             | Jean Lahcene    | 3:52  |
| 2  | Have You Ever Seen the Rain?                                | John Fogerty             | Jim Steinman    | 4:09  |
| 3  | Notes from America (Album Version)                          | Desmond Child            | Desmond Child   | 4:55  |
| 4  | Simply Believe (Live)                                       | J. Stage / Bonnie T.     | J. Stage        | 4:35  |
| 5  | Save Up All Your Tears (Album Version)                      | Desmond Child            | Desmond Child   | 4:20  |
| 6  | To Love Somebody                                            | Gibb Brothers            | Desmond Child   | 5:50  |
| 7  | No Way to Treat a Lady                                      | Bryan Adams              | Jim Steinman    | 5:18  |
| 8  | Crying in Berlin (Live)                                     | Paul Hopkins / Bonnie T. | J. Stage        | 4:20  |
| 9  | Run Run Run (Live)                                          | Paul Hopkins / Bonnie T. | J. Stage        | 3:39  |
| 10 | Driving Me Crazy (Live)                                     | Paul Hopkins / Bonnie T. | J. Stage        | 3:35  |
| 11 | Lovers Again (Album Version)                                | Desmond Child            | Jim Steinman    | 4:35  |
| 12 | Turtle Blues                                                | Janis Joplin             | Desmond Child   | 4:10  |
| 13 | Il Est Mon Homme                                            | Paul Hopkins / Bonnie T. | J. Stage        | 3:35  |
| 14 | Chante Avec Moi                                             | Paul Hopkins / Bonnie T. | J. Stage        | 2:50  |
| 15 | It's a Heartache (Live)                                     | Scott / Wolfe            | Scott / Wolfe   | 5:02  |
| 16 | Holding Out for a Hero (Live)                               | Jim Steinman             | John Stage      | 3:52  |
| 17 | If You Were a Woman (Live)                                  | Desmond Child            | Jean Lahcene    | 4:23  |
| 18 | Here She Comes (Live)                                       | Giorgio Moroder          | Giorgio Moroder | 3:33  |

## AMG ismertető
Egy átfogó áttekintés a Wales-i rockénekesnő lenyűgöző, 34 éves pályafutásából, ez a három lemezes díszdobozos kollekció 53 dallal, melyet az eddig megjelent 16 stúdióalbumáról válogattak össze, az 1977-es The World Starts Tonight (Lost in France)-tól egészen a 2005-ös Wings (Celebrate) albumig, olyan nagyszerű slágerekkel, mint a Total Eclipse of the Heart, Holding Out for a Hero, It's a Heartache (melynek 2005-ös angol és élő koncert felvétele is felkerült), valamint duettek: Shakin' Stevens (A Rockin’ Good Way), Laura Zen (Amour Éternel), Todd Rundgren (Loving You's a Dirty Job).

## Toplista
| Toplista                                | Helyezés |
| --------------------------------------- | -------- |
| SNEP France TOP40 Compilation           | 6        |
| UltraTOP Belgium TOP20 Heatseeker Album | 10       |
| SNEP France Top 100 Album               | 36       |
| UltraTOP Belgium TOP100 Album           | 48       |
| amazon.fr Pop Album                     | 92       |
| amazon.fr Compilation                   | 123      |